# Alice Ozy
Alice Ozy, död 1893, var en fransk skådespelare. 
Hon var verksam som skådespelare i Paris mellan 1836 och 1855. Hon var kanske mest känd för sin roll som Eva, i vilken hon uppträdde naken, det vill säga i hudfärgade trikåer, något som vid denna tid orsakade stor uppmärksamhet. 
Vid sidan av sitt yrke som skådespelare var hon också verksam som kurtisan. Hon arrangerade de berömda aktrisbalerna, där kvinnliga skådespelare blev presenterade för rika män, vilket ofta resulterade i prostitution. Själv hade hon förbindelser med hertigarna av Morny och Sachsen-Weimar. I en av sina Eva-roller uppträdde hon enbart i trikåer och en tiara värd 200.000 franc.
Théodore Chassériau målade av henne, och Theophile Gauthier skrev dikter till henne. 